# Callosciurus baluensis
Callosciurus baluensis is een zoogdier uit de familie van de eekhoorns (Sciuridae). De wetenschappelijke naam van de soort werd voor het eerst geldig gepubliceerd door Bonhote in 1901.

## Voorkomen
De soort komt voor in Maleisië.